# Judge
Judge — американская хардкор-панк straight edge группа из Нью-Йорка. Основана в 1987 году гитаристом Youth of Today Джоном Порселли и барабанщиком той же группы, Майком Ферраро. Распалась в 1991 году.

## История
Первым диском группы был мини-альбом New York Crew, изданный лейблом Schism Records. В альбом вошло 5 композиций, одной из которых была кавер-версия песни «Warriors» британской группы Blitz. Вскоре после записи альбома ряды ансамбля пополнили бас-гитарист Джимми Ю и барабанщик Лук Абби (также известный своим участием в группах Warzone и Gorilla Biscuits).
Группа подверглась острой критике (в особенности в панк-фэнзине Maximumrocknroll) за свои радикальные и воинственные тексты straight edge. Подобная тематика текстов песен была сознательным выбором участников ансамбля, которым надоела критика и обвинения в радикальности в адрес таких групп, как Youth of Today, распространявших на самом деле очень даже позитивное послание. Таким образом, в ответ критикам Judge выдали крайне воинственные и радикальные композиции. Позднее Майк Ферраро признал, что эта провокация была одной из главных целей ансамбля.
Не только тексты песен Judge были слишком «тяжёлыми» — их музыка также испытала сильное влияние метала, оставаясь в то же самое время близкой хардкорным корням участников коллектива.
Свой первый альбом, Bringin' It Down, группа уже записала в новом составе: с Сэмми Сиглером (Side By Side/Youth of Today/Project X) на ударных и Мэттом Пинкусом на бас-гитаре. Альбом был записан на студии Chung King Studios и издан лейблом Revelation Records. После окончания работы над альбомом, группа оказалась настолько разочарована результатом, что записала его заново на другой студии, где ранее Cro-Mags создали свой классический альбом The Age of Quarrel. Revelation Records всё же издала первую версию альбома небольшим тиражом, дав ему соответствующее название Chung King Can Suck It (LP) (всего вышло в свет 110 экземпляров этой версии альбома). В конце концов Bringin' It Down был издан в 1989 году. Judge продолжили деятельность до 1991 года, записав ещё один мини-альбом There Will Be Quiet.
После распада группы, Джон Порселли стал кришнаитом и присоединился к кришнакор-группе Shelter. Позднее основал такие группы, как Never Surrender и Last of the Famous. В 2005—2006 годах играл с Bold, а в конце 2005 года опубликовал книгу о своей продюсерской деятельности в лейбле Schism Records. Майк Ферраро присоединился к группе Mike Judge & Old Smoke, играющей акустическую музыку в стиле Нила Янга.
Сэмми Сиглер в середине-конце 1990-х годов записывал и гастролировал с группами CIV, Shelter, Rival Schools и Quicksand. В 2005 году он временно заменил барабанщика Джона Отто в группе Limp Bizkit.
Мэтт Пинкус в настоящее время руководит нью-йоркским лейблом Some Records, издавшим диски таких групп как Hot Water Music, Errortype 11 и Beyond.
Джимми Ю в 1991 году стал буддийским монахом, приняв духовное имя Гуогу. В 2008 году он получил докторскую степень по религиоведению в Принстонском университете и в настоящее время является ассоциированным профессором (доцентом) кафедры религиоведения Университете штата Флорида. Ю специализируется на китайском и японском буддизме и истории культуры Китая позднего имперского периода.

## Дискография
- New York Crew (1988, Schism Records) / 1989, Revelation Records)
- Chung King Can Suck It (LP) (Revelation Records)
- Bringin' It Down (1989, Revelation Records)
- There Will Be Quiet… (1990, Revelation Records)
- What It Meant: The Complete Discography (2005, Revelation Records)

### Бутлеги
- Revelation Can Suck It (1992, Revoltation Records)
- No Apologies: The Chung King Sessions (1992, Lost & Found Records)
- Vivo En WNYU